# Formel Nippon 1996
Formel Nippon-säsongen 1996 kördes över 10 deltävlingar. Ralf Schumacher blev mästare.

## Delsegrare
| Datum        | Bana    | Vinnare            |
| ------------ | ------- | ------------------ |
| 28 april     | Suzuka  | Kazuyoshi Hoshino  |
| 12 maj       | Mine    | Ralf Schumacher    |
| 26 maj       | Fuji    | Norberto Fontana   |
| 23 juni      | Tokachi | Ralf Schumacher    |
| 7 juli       | Suzuka  | Tora Takagi        |
| 4 augusti    | Sugo    | Tora Takagi        |
| 1 september  | Fuji    | Naoki Hattori      |
| 15 september | Mine    | Ralf Schumacher    |
| 29 september | Suzuka  | Naoki Hattori      |
| 20 oktober   | Fuji    | Katsutomo Kaneishi |

## Slutställning
| Plats | Förare             | Poäng |
| ----- | ------------------ | ----- |
| 1     | Ralf Schumacher    | 40    |
| 2     | Naoki Hattori      | 38    |
| 3     | Kazuyoshi Hoshino  | 31    |
| 4     | Tora Takagi        | 25    |
| 5     | Norberto Fontana   | 22    |
| 6     | Shinji Nakano      | 20    |
| 7     | Katsutomo Kaneishi | 19    |
| 8     | Pedro de la Rosa   | 13    |
| 9     | Takuya Kurosawa    | 10    |
| 10    | Satoshi Motoyama   | 9     |